# La Florida (Colômbia)
La Florida é um município da Colômbia, localizado no departamento de Nariño.